# Theodor von Wundt (General, 1825)
Theodor Wundt, seit 1868 von Wundt (* 14. Juni 1825 in Stuttgart; † 22. Juli 1883 in Schuls bei Tarasp) war ein württembergischer Generalleutnant sowie Kriegsminister.

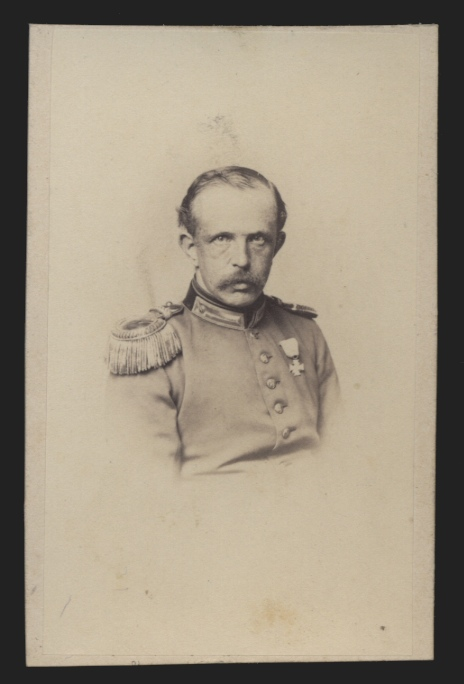
Theodor von Wundt

## Leben

### Herkunft
Er war der Sohn des gleichnamigen württembergischen Generalmajors Theodor Wundt (1778–1850). Dieser stammte aus einer 1733 aus dem Fürsterzbistum Salzburg vertriebenen protestantischen Familie, die sich in Heidelberg niedergelassen hatte. Nach der Teilnahme an den Napoleonischen Kriegen im Dienste des Königs von Württemberg gründete der Vater eine Familie in Stuttgart. Theodor Wundts Mutter, eine geborene Hardegg, brachte vier Söhne und zwei Töchter zur Welt, von denen Theodor 1825 der zweitgeborene war.

### Militärkarriere
Wundts Vater wurde 1833 von Stuttgart in die Garnison nach Ludwigsburg versetzt. In Ludwigsburg besuchte Theodor Wundt zunächst das Lyzeum, ehe er am 31. August 1840 in die Offiziersbildungsanstalt der Württembergischen Armee in Ludwigsburg eintrat. Nach seiner Prüfung wurde er am 30. September 1844 zum Leutnant im 1. Infanterie-Regiment ernannt. 1846 wurde Wundt zu einem zweijährigen Kurs zum Generalquartiermeisterstab kommandiert, welcher damals unter der Leitung des Generalmajors Moriz von Miller stand. 1848 rückte Wundt zum Oberleutnant auf. 1851 wurde Wundt die Funktion eines Vorstands der Offiziersbildungsanstalt übertragen, die alsbald in königliche Kriegsschule umbenannt wurde und Platz für 88 Kriegsschüler bot. 1854 erfolgte die Beförderung Wundts zum Hauptmann und 1855 zum Kommandanten der Kriegsschule. 1858 gab er das Kommando der Kriegsschule ab, stand aber dort noch bis zum Deutschen Krieg 1866 als Lehrer für Taktik und Mathematik an den oberen Klassen zur Verfügung. Gleichzeitig fand Wundt nun in der taktischen Abteilung des Generalquartiermeisterstabs in Ludwigsburg Verwendung. 1859 wurde er in das Hauptquartier der württembergischen Felddivision des VIII. Deutschen Armeekorps kommandiert. Dabei hatte er sich vornehmlich mit der Unterbringung und Verpflegung der Truppen zu befassen. 1865 wurde Wundt zum Major befördert und war im Feldzug von 1866 Unterchef des Generalstabs der württembergischen Felddivision. Kurz nach dem Krieg rückte er zum Oberstleutnant auf und erhielt 1868 als Oberst eine Versetzung ins Kriegsministerium. Dort war er Kollegialmitglied und Sekretär des Militärverdienstordens. Im gleichen Jahr wurde er mit dem Ritterkreuz des Ordens der Württembergischen Krone ausgezeichnet und dadurch in den persönlichen Adelsstand erhoben.
Sein ausgeprägtes administratives und organisatorisches Talent nutze Wundt unmittelbar vor, während und nach dem Krieg gegen Frankreich zur Neuorganisation und Eingliederung der Württembergischen Armee in das nun entstehende Deutsche Heer.

#### Kriegsminister
1873 aufgestiegen zum Generalmajor, wurde Wundt am 13. September 1874 im Range eines Brigadekommandeurs mit der Führung der Geschäfte des Kriegsministeriums beauftragt und am 5. März 1875 zum Departementschef des Kriegswesens ernannt. In dieser Stellung erhielt er im Oktober 1876 den Roten Adlerorden II. Klasse mit Stern und Anfang März 1879 zeichnete ihn König Karl mit dem Großkreuz des Friedrichs-Ordens mit Schwertern aus. Am 14. Mai 1879 erfolgte die Ernennung zum Kriegsminister sowie die Beförderung zum Generalleutnant. Wegen eines Magenleidens war Wundt im Sommer 1883 gezwungen, um Hilfe bei Ärzten und Heilbädern im Ausland nachzusuchen. Bei einem Kuraufenthalt im Engadin verstarb Wundt an den Folgen seiner Krankheit. Beigesetzt wurde er auf dem Fangelsbachfriedhof in Stuttgart.

### Familie
Theodor Wundt war evangelisch und heiratete am 20. Juni 1854 Christiane Auguste Franziska Huber (* 1825), die Tochter des Finanzrats Karl Friedrich Wilhelm Huber (* 1790) und der Christiane Frederike Auguste von Weckherlin. Aus der Ehe gingen drei Söhne und eine Tochter hervor, darunter der gleichnamige Generalleutnant Theodor von Wundt, der während des Ersten Weltkriegs die 18. Reserve-Division befehligte.

## Veröffentlichung
1859 veröffentlichte Wundt einen Beitrag über den militärischen und strategischen Teil der Naturalverpflegung der Heere im Handbuch der Militärverpflegung im Frieden und Krieg, herausgegeben von Karl von Martens.

## Ehrungen
- 1871 Olga-Orden[5]
- 1875 Kommenturkreuz des Ordens der Württembergischen Krone
- Großkreuz des Sankt-Stanislaus-Orden
- Ritter des Bayrischen Militärverdienstordens
- Preußischer Kronenorden II. Klasse